# Dodge Kingsway
Dodge Kingsway – samochód osobowy klasy pełnowymiarowej produkowany pod amerykańską marką Dodge w latach 1946–1959. 

## Pierwsza generacja

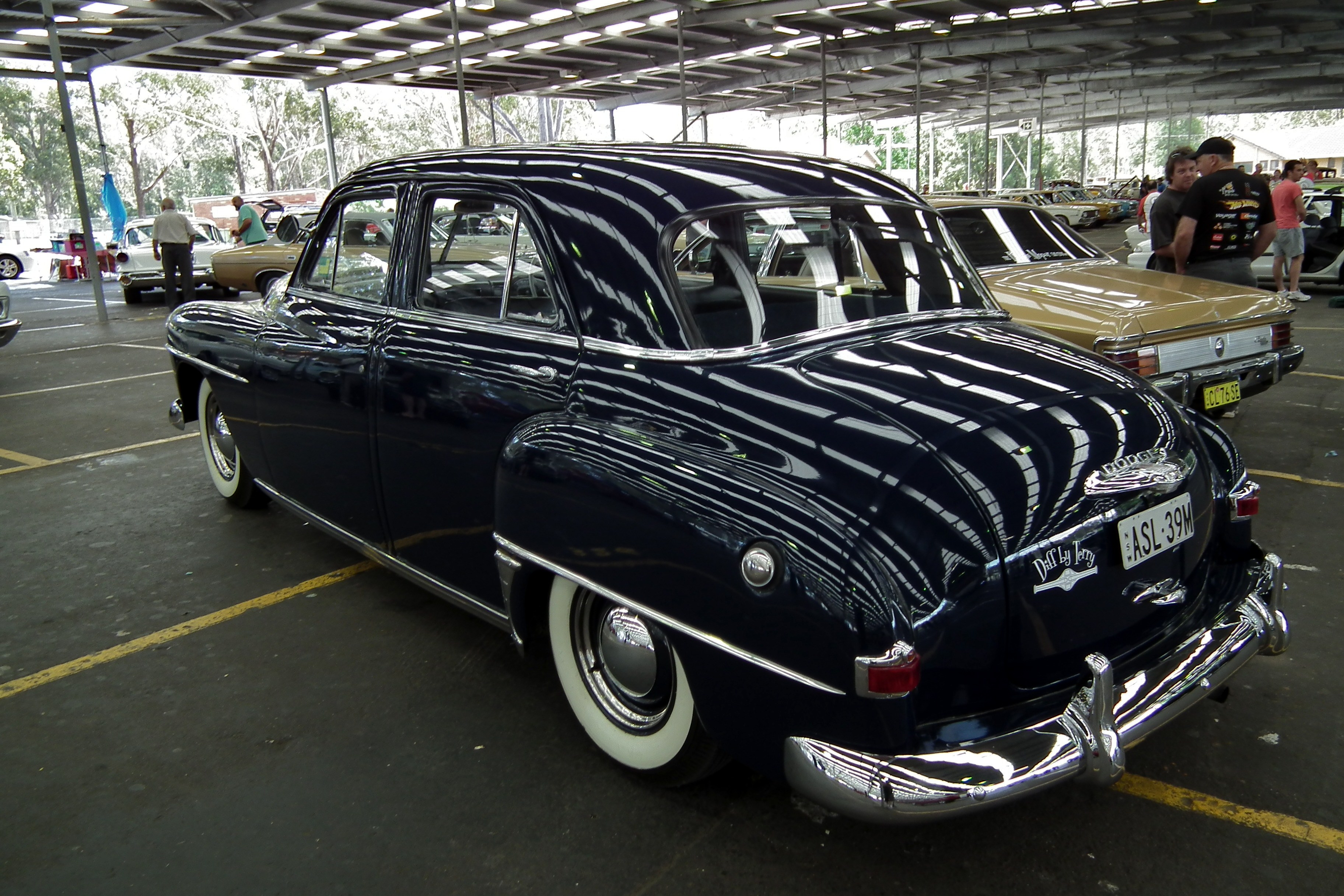
Dodge Kingsway I - tył

Dodge Kingsway został zaprezentowany po raz pierwszy w 1946 roku.
Pierwsza generacja Dodge Kingsway zadebiutowała w 1946 roku. Samochód utrzymano w klasycznych dla marki proporcjach, wyróżniając się wyraźnie zaznaczonymi nadkolami i liniami maski. Samochody te oparte były na modelach marki Plymouth z tego samego koncernu Chryslera, odróżniając się głównie atrapą chłodnicy i detalami, w celu wprowadzenia tańszego modelu w eksportowej gamie Dodge'a. Samochód wytwarzany był początkowo tylko na rynki eksportowe, poza USA.
Od 1946 roku produkowano wersję samochodu Plymouth DeLuxe na rynek kanadyjski jako Dodge Kingsway, a na eksport jako Kingsway DeLuxe, natomiast tylko na eksport droższy model Plymouth Special DeLuxe był oznaczany jako Dodge Kingsway Special DeLuxe.
Od 1949 roku produkowano drugą generację opartą na nowych modelach Plymouth DeLuxe i Special DeLuxe z 1949 roku, które wprowadziły nowocześniejsze nadwozie z przednimi błotnikami stanowiącymi jednolite płaszczyzny z bokami nadwozia. Od 1951 roku kanadyjski Dodge Kingsway odpowiadał nowemu najtańszemu modelowi Plymouth Concord, a poza tym na eksport w dalszym ciągu produkowano Dodge Kingsway Deluxe (odpowiednik Plymouth Cambridge) i Dodge Kingsway Special Deluxe (Plymouth Cranbrook).
Po 1952 roku model ten zniknął z rynku kanadyjskiego, natomiast na eksport od 1954 roku produkowano nadal wersje odpowiadające nowym modelom Plymoutha: Dodge Kingsway (odpowiednik Plymouth Plaza), Kingsway DeLuxe (odpowiednik Plymouth Savoy) i Kingsway Custom (odpowiednik Plymouth Belvedere).

### Silnik
- L6 3.8l L-head

## Druga generacja

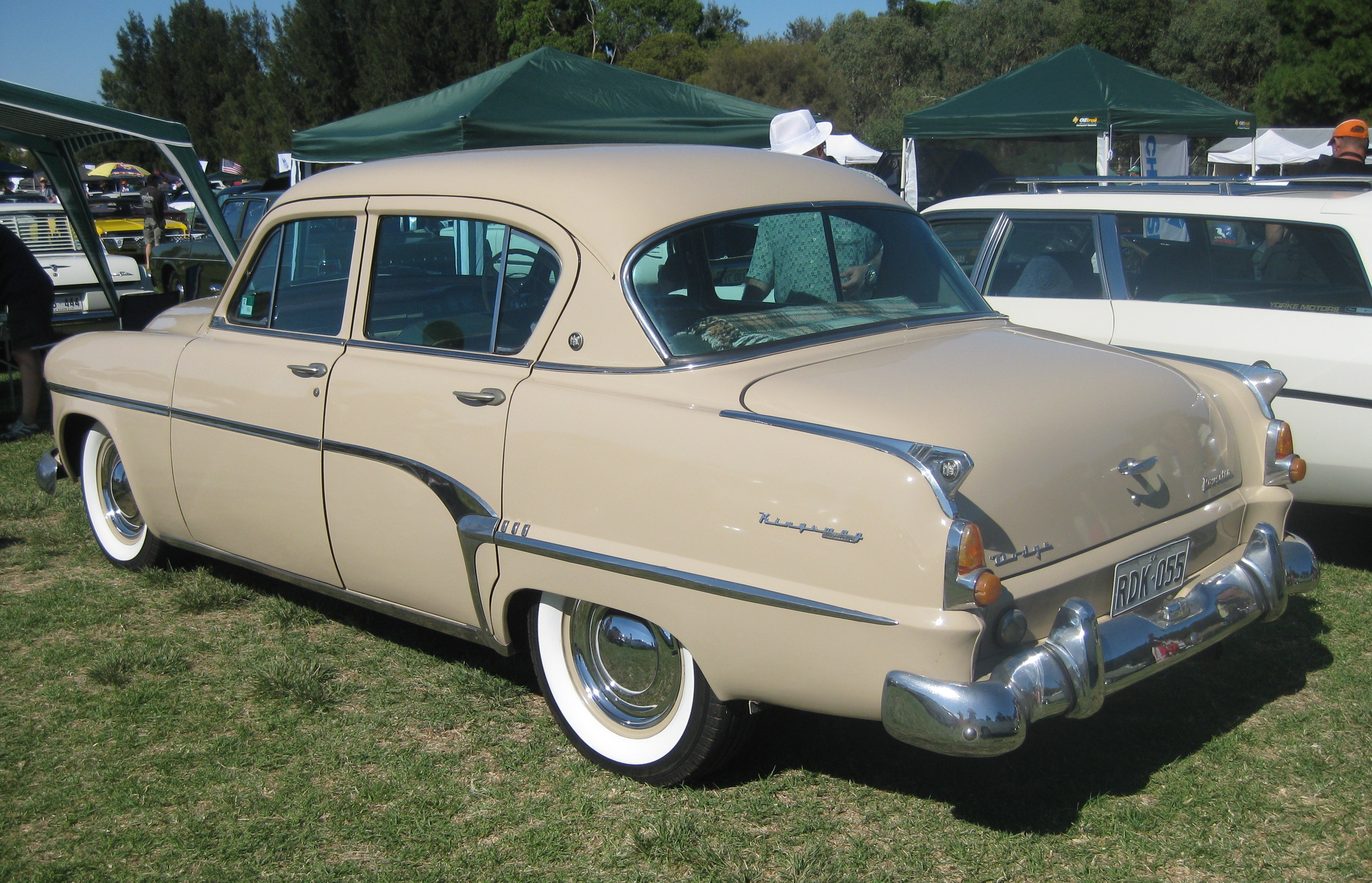
Dodge Kingsway II - tył

Dodge Kingsway czwartej generacji został zaprezentowany po raz pierwszy w 1955 roku.
Czwarta generacja Dodge'a Kingswaya przeszła ewolucyjny kierunek zmian, powstając jako element rodziny modelowej Royal. Samochód był pozycjonowany w ofercie jako tańszy względem wariantów Royal czy La Femme. Był to pierwszy światowy model Dodge - samochód produkowano także w Indiach i Australii.

### Silnik
- L6 3.8l Getaway
- V8 4.4l Red Ram
- V8 5.3l
- V8 5.7l
- V8 5.9l

## Trzecia generacja

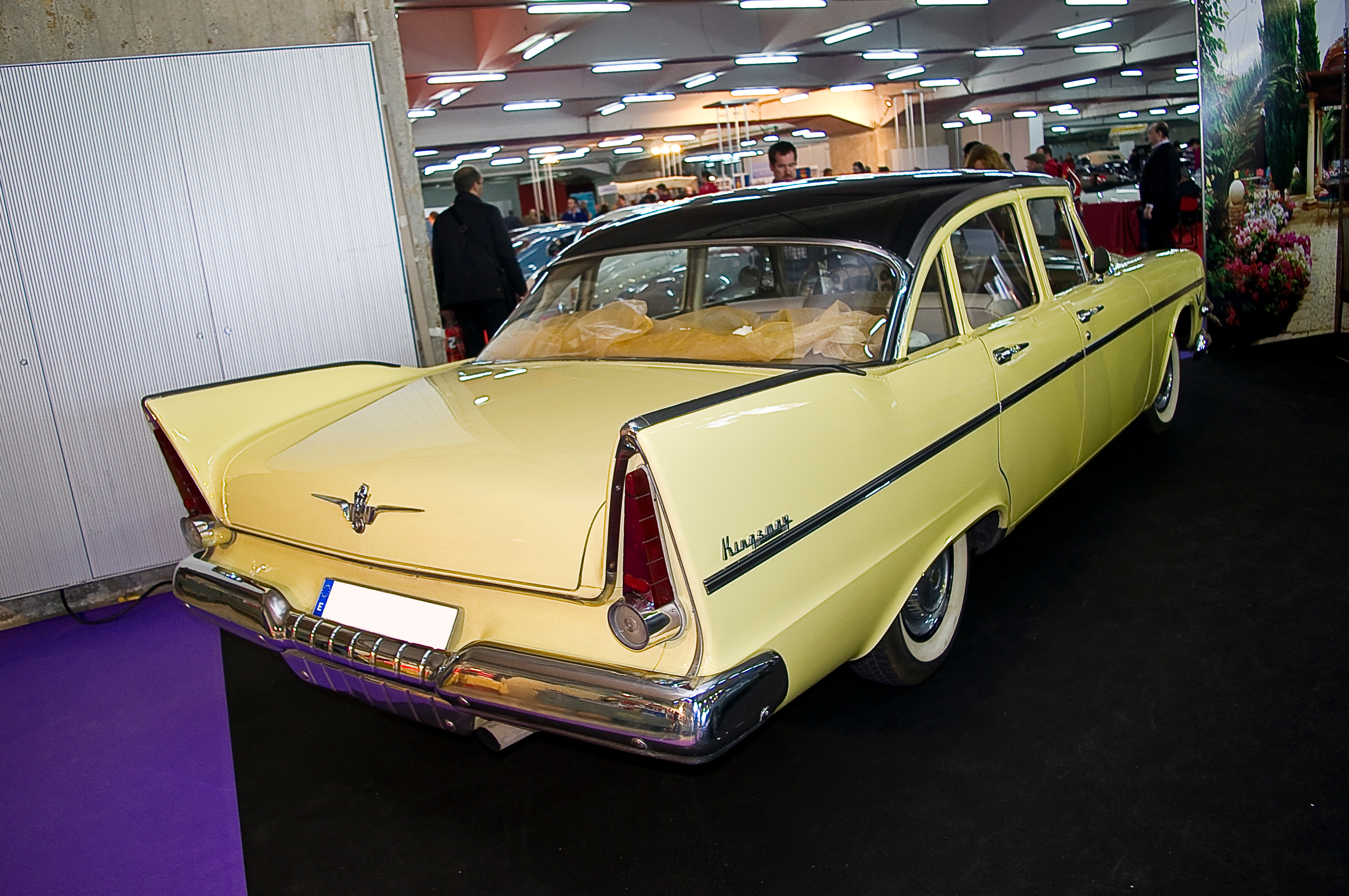
Dodge Kingsway III - tył

Dodge Kingsway piątej generacji został zaprezentowany po raz pierwszy w 1956 roku.
Piąta generacja modelu Kingsway została zaprezentowana w 1956 roku. W porównaniu do poprzedników, samochód został oparty na zupełnie nowej platformie, co przekładało się na inny wygląd zewnętrzny. Samochód zyskał bardziej strzeliste proporcje, z charakterystycznymi nadkolami. Kingsway był pokrewnym modelem względem Custom Royal.

### Silnik
- V6 4.4l
- V6 6.3l